# Kruševac
Kruševac (în sârbă Крушевац, pronunție în sârbocroată [krûʃeʋats] ⓘ) este un oraș și centrul administrativ al districtului Rasina din centrul Serbiei. Este situat pe valea Moravei de Vest, pe râul Rasina. Conform recensământului din 2011, zona administrativă a orașului a avut o populație de 128.752, în timp ce zona urbană a avut o populație de 73.316 locuitori.
Orașul a fost fondat în 1371 de către prințul Lazăr al Serbiei (1371–1389), ca un centru economic și cultural al statului său. 

## Etimologie
Legenda spune că numele orașului este derivat din cuvântul sârb krušac "piatră de râu", o piatră rotundă de râu cu care a fost construită cea mai mare parte a clădirilor orașului în acea vreme. 

## Istorie
Kruševac a fost fondată în 1371, ca oraș fortificat, în posesia cneazului  Lazăr Hrebeljanović. Biserica Lazarica (sau Biserica Sf. Ștefan) a fost construită de Lazăr între anii 1375-1378, în stilul arhitectural Morava. Este menționat într-unul dintre edictele lui Lazăr din 1387, drept scaunul său, când a reconfirmat drepturile comercianților venețieni de pe teritoriul sârb. Înainte de bătălia de la Câmpia Mierlei (Kosovo Polje, 1389) împotriva Imperiului Otoman, armata sârbă s-a adunat în oraș. Locul palatului lui Lazăr este marcat de o incintă în ruină care conține un fragment din turnul soției sale, prințesa Milica, și, potrivit legendei, vestea înfrângerii i-au fost aduse de ciori de pe câmpul de luptă. După luptă, orașul a fost deținut de prințesa Milica ca scaunul ei. Ceea ce a rămas din orașul lui Lazăr este Cetatea Kruševac, care a fost declarată Monument Cultural de Importanță Excepțională în 1979.  Câteva case vechi otomane au fost păstrate la începutul secolului XX, pe lângă o fântână și baie turcească veche, cunoscută sub numele de Alacahisar (Aladža Hisar) din timpul guvernării otomane în perioada 1427-1833 (nominal până la 1867), când Kruševac a fost sediul Sangeacului Kruševac. Stăpânirea otomană a fost întreruptă în timpul ocupațiilor austriece, între 1688-1690 și 1717-1739. Ca și orașele Leskovac, Niš sau Stalać, Kruševac a prosperat în timpul stăpânirii otomane.
Un mare monument dedicat sârbilor căzuți în bătălia de la Kosovo a fost sculptat de Đorđe Jovanović și dezvăluit de regele Petru I al Serbiei în 1904. Un detaliu al monumentului, printre altele, este o statuie a celebrului poet sârb orb Filip Višnjić. 
La începutul ocupației germane a Iugoslaviei, unitățile armatei iugoslave din Patrie conduse de Dragutin Keserović și susținute de un detașament de comuniști au atacat garnizoana germană în septembrie 1941, dar nu au reușit să elibereze orașul după patru zile de luptă. În timpul celui de-al Doilea Război Mondial au avut loc execuții în masă de partizani și antifasciști pe dealul Bagdala. Cea mai mare execuție a avut loc în vara anului 1943. În locul execuțiilor se află acum un monument numit Slobodište (din cuvântul sârb "sloboda", care înseamnă "libertate"). Kruševac a fost eliberat la 14 octombrie, când colaboratorii cetnici și germanii au părăsit orașul împreună. 
Kruševac a progresat foarte mult în timpul Republicii Socialiste Federative Iugoslavia. Un număr mare de fabrici au fost construite în acea epocă, în timp ce Kruševac a devenit unul dintre cele mai puternice centre industriale atât din Serbia cât și din Iugoslavia. Fabrica de mașini IMK 14. oktobar din Kruševac a angajat în jur de 7.000 de lucrători. 
Cu toate acestea, marea industrie din Kruševac nu a supraviețuit bombardamentului NATO și economiei de tranziției după pierderea puterii de către Slobodan Milošević. Numai în anul 2002, 5 fabrici au dat faliment. Din 2002 până în 2014, 27 de fabrici s-au închis și aproximativ 11.000 de lucrători și-au pierdut locul de muncă. Rata șomajului în 2014 în Kruševac a fost de 39%.

## Așezări
În afară de zona urbană Kruševac, zona administrativă a orașului (comuna Kruševac) include următoarele 100 de așezări: 
- Bošnjanе
- Begovo Brdo
- Bela Voda
- Belasica
- Bivolje
- Bovan
- Bojince
- Boljevac
- Brajkovac
- Bukovica
- Buci
- Velika Kruševica
- Velika Lomnica
- Veliki Kupci
- Veliki Šiljegovac
- Veliko Golovode
- Veliko Krušince
- Vitanovac
- Vratare
- Vučak
- Gavez
- Gaglovo
- Gari
- Globare
- Globoder
- Gornji Stepoš
- Grevci
- Grkljane
- Dvorane
- Dedina
- Dobromir
- Doljane
- Donji Stepoš
- Đunis
- Žabare
- Zdravinje
- Zebica
- Zubovac
- Jablanica
- Jasika
- Jošje
- Kamenare
- Kaonik
- Kapidžija
- Kobilje
- Komorane
- Konjuh
- Koševi
- Krvavica
- Kukljin
- Lazarevac
- Lazarica
- Lipovac
- Lovci
- Lukavac
- Ljubava
- Majdevo
- Makrešane
- Mala Vrbnica
- Mala Reka
- Mali Kupci
- Mali Šiljegovac
- Malo Golovode
- Malo Krušince
- Mačkovac
- Meševo
- Modrica
- Mudrakovac
- Naupare
- Padež
- Pakašnica
- Parunovac
- Pasjak
- Pepeljevac
- Petina
- Pozlata
- Poljaci
- Ribare
- Ribarska Banja
- Rlica
- Rosica
- Sebečevac
- Sezemče
- Slatina
- Srndalje
- Srnje
- Stanci
- Suvaja
- Sušica
- Tekija
- Trebotin
- Trmčare
- Ćelije
- Cerova
- Crkvina
- Čitluk
- Šavrane
- Šanac
- Šašilovac
- Šogolj
- Štitare

## Date demografice
Conform rezultatelor recensământului din 2011, orașul Kruševac a avut o populație totală de 128.752 de locuitori. 

### Grupuri etnice
Compoziția etnică a zonei administrative a orașului:
| Grup etnic   | Populație |
| ------------ | --------- |
| sârbi        | 122529    |
| romi         | 2461      |
| muntenegreni | 282       |
| macedoneni   | 200       |
| croați       | 107       |
| iugoslavi    | 86        |
| Total        | 128752    |

## Economie
Cele mai notabile mari companii cu sediul în orașul Kruševac sunt: Trayal Corporation, 14. oktobar, Rubin a.d. și Cooper Tire & Rubber Company Serbia. Din septembrie 2017, Kruševac este una dintre cele 14 zone economice libere fondate în Serbia.
Următorul tabel oferă o previzualizare a numărului total de persoane înregistrate angajate de persoane juridice după activitatea lor principală (în 2019):
| Activitate                                                                     | Total |
| ------------------------------------------------------------------------------ | ----- |
| Agricultură, silvicultură și pescuit                                           | 369   |
| Minerit și cariere                                                             | 42    |
| Fabricație                                                                     | 8519  |
| Alimentare cu energie electrică, gaz, abur și aer condiționat                  | 514   |
| Rezerva de apa; activități de canalizare, gestionare și remediere a deșeurilor | 652   |
| Construcții                                                                    | 2,007 |
| Comerț cu ridicata și cu amănuntul, reparații de autovehicule și motociclete   | 5150  |
| Transport și depozitare                                                        | 1387  |
| Cazare și servicii alimentare                                                  | 1093  |
| Informatie si comunicare                                                       | 362   |
| Activități financiare și de asigurare                                          | 560   |
| Activități imobiliare                                                          | 210   |
| Activități profesionale, științifice și tehnice                                | 1076  |
| Activități de servicii administrative și de asistență                          | 572   |
| Administrație publică și apărare; securitate socială obligatorie               | 1784  |
| Educație                                                                       | 2221  |
| Sănătate umană și activități de muncă socială                                  | 2877  |
| Arte, divertisment și recreere                                                 | 642   |
| Alte activități de servicii                                                    | 567   |
| Muncitori agricoli individuali                                                 | 1,941 |
| Total                                                                          | 32547 |

## Politică
Locurile din parlamentul orașului care au fost câștigate la alegerile locale din 2016 sunt următoarele: 
| Partid                        | Locuri |
| ----------------------------- | ------ |
| Partidul Progresist Sârb      | 53     |
| Partidul Socialist din Serbia | 8      |
| Partidul Democrat             | 4      |
| Serbia Unită                  | 4      |
| Deputat independent           | 1      |

## Sport
Principalul club de fotbal al orașului este FK Napredak Kruševac, care joacă în SuperLiga Serbiei.

## Climat
| Date climatice pentru Kruševac (1981–2010, extremes 1961–2010) | Date climatice pentru Kruševac (1981–2010, extremes 1961–2010) | Date climatice pentru Kruševac (1981–2010, extremes 1961–2010) | Date climatice pentru Kruševac (1981–2010, extremes 1961–2010) | Date climatice pentru Kruševac (1981–2010, extremes 1961–2010) | Date climatice pentru Kruševac (1981–2010, extremes 1961–2010) | Date climatice pentru Kruševac (1981–2010, extremes 1961–2010) | Date climatice pentru Kruševac (1981–2010, extremes 1961–2010) | Date climatice pentru Kruševac (1981–2010, extremes 1961–2010) | Date climatice pentru Kruševac (1981–2010, extremes 1961–2010) | Date climatice pentru Kruševac (1981–2010, extremes 1961–2010) | Date climatice pentru Kruševac (1981–2010, extremes 1961–2010) | Date climatice pentru Kruševac (1981–2010, extremes 1961–2010) | Date climatice pentru Kruševac (1981–2010, extremes 1961–2010) |
| Luna                                                           | Ian                                                            | Feb                                                            | Mar                                                            | Apr                                                            | Mai                                                            | Iun                                                            | Iul                                                            | Aug                                                            | Sep                                                            | Oct                                                            | Nov                                                            | Dec                                                            | Anual                                                          |
| -------------------------------------------------------------- | -------------------------------------------------------------- | -------------------------------------------------------------- | -------------------------------------------------------------- | -------------------------------------------------------------- | -------------------------------------------------------------- | -------------------------------------------------------------- | -------------------------------------------------------------- | -------------------------------------------------------------- | -------------------------------------------------------------- | -------------------------------------------------------------- | -------------------------------------------------------------- | -------------------------------------------------------------- | -------------------------------------------------------------- |
| Maxima medie °C (°F)                                           | 4.6 (40,3)                                                     | 7.2 (45)                                                       | 12.5 (54,5)                                                    | 18.0 (64,4)                                                    | 23.1 (73,6)                                                    | 26.4 (79,5)                                                    | 28.7 (83,7)                                                    | 29.0 (84,2)                                                    | 24.1 (75,4)                                                    | 18.5 (65,3)                                                    | 11.4 (52,5)                                                    | 5.6 (42,1)                                                     | 17,4 (63,3)                                                    |
| Media zilnică °C (°F)                                          | 0.2 (32,4)                                                     | 2.0 (35,6)                                                     | 6.6 (43,9)                                                     | 11.8 (53,2)                                                    | 16.8 (62,2)                                                    | 20.0 (68)                                                      | 21.8 (71,2)                                                    | 21.5 (70,7)                                                    | 16.8 (62,2)                                                    | 11.6 (52,9)                                                    | 5.9 (42,6)                                                     | 1.6 (34,9)                                                     | 11,4 (52,5)                                                    |
| Minima medie °C (°F)                                           | −3.4 (25,9)                                                    | −2.3 (27,9)                                                    | 1.5 (34,7)                                                     | 5.6 (42,1)                                                     | 10.2 (50,4)                                                    | 13.5 (56,3)                                                    | 14.9 (58,8)                                                    | 14.6 (58,3)                                                    | 10.7 (51,3)                                                    | 6.3 (43,3)                                                     | 1.6 (34,9)                                                     | −1.9 (28,6)                                                    | 5,9 (42,6)                                                     |
| Minima istorică °C (°F)                                        | −28.1 (−18.6)                                                  | −23.7 (−10.7)                                                  | −17.2 (1)                                                      | −6.1 (21)                                                      | −1.1 (30)                                                      | 2.9 (37,2)                                                     | 5.8 (42,4)                                                     | 3.0 (37,4)                                                     | −3 (26,6)                                                      | −7.3 (18,9)                                                    | −21.4 (−6.5)                                                   | −23.9 (−11.0)                                                  | −28,1 (−18,6)                                                  |
| Precipitații mm (inches)                                       | 40.3 (1.587)                                                   | 39.2 (1.543)                                                   | 48.4 (1.906)                                                   | 56.6 (2.228)                                                   | 56.9 (2.24)                                                    | 71.2 (2.803)                                                   | 55.0 (2.165)                                                   | 49.8 (1.961)                                                   | 50.0 (1.969)                                                   | 49.3 (1.941)                                                   | 56.2 (2.213)                                                   | 55.1 (2.169)                                                   | 628,1 (24,728)                                                 |
| Umiditate [%]                                                  | 85                                                             | 79                                                             | 73                                                             | 71                                                             | 72                                                             | 72                                                             | 70                                                             | 69                                                             | 74                                                             | 79                                                             | 81                                                             | 85                                                             | 76                                                             |
| Nr. de zile cu precipitații (≥ 0.1 mm)                         | 13                                                             | 12                                                             | 12                                                             | 13                                                             | 12                                                             | 11                                                             | 10                                                             | 8                                                              | 9                                                              | 9                                                              | 11                                                             | 14                                                             | 134                                                            |
| Nr. mediu de zile cu ninsoare                                  | 8                                                              | 8                                                              | 4                                                              | 1                                                              | 0                                                              | 0                                                              | 0                                                              | 0                                                              | 0                                                              | 0                                                              | 3                                                              | 7                                                              | 31                                                             |
| Ore însorite                                                   | 54.0                                                           | 78.7                                                           | 129.1                                                          | 154.0                                                          | 206.0                                                          | 223.2                                                          | 269.0                                                          | 263.2                                                          | 190.6                                                          | 137.2                                                          | 79.1                                                           | 42.6                                                           | 1.826,7                                                        |
| Sursă: Republic Hydrometeorological Service of Serbia          |                                                                |                                                                |                                                                |                                                                |                                                                |                                                                |                                                                |                                                                |                                                                |                                                                |                                                                |                                                                |                                                                |

## Locuitori celebri
- Stefan Lazarević (1377–1427), conducător medieval al Serbiei
- Stojan Protić (1857-1923), prim-ministru al Regatului Sârbilor, Croaților și Slovenilor în 1918-1919 și 1920
- Stanislav Binički (1872–1942), compozitor sârb (Marš na Drinu)
- Ljubinka Bobić (2 ianuarie 1897 - 3 decembrie 1978), actriță
- Dobrica Ćosić (1921-2014), scriitor sârb, primul președinte al RF Iugoslavia
- Taško Načić (1934–1993), actor sârb
- Miodrag Petrović Čkalja (1924-2003), unul dintre cei mai populari comici sârbi
- Bata Paskaljević (1923-2004), actor sârb
- Radmila Savićević (1926–2001), actriță sârbă
- Ljiljana Jovanović (1930–2012), actriță sârbă
- Vojin Ćetković (n. 1971), actor sârb
- Nataša Tapušković (n. 1975), actriță sârbă
- Branislav Trifunović (n. 1978), actor sârb
- Miroslav Mišković (n. 1945), om de afaceri sârb
- Dragiša Binić (n. 1961), fotbalist sârb, câștigător al Cupei Europene 1990–91
- Milić Jovanović (n. 1966), fotbalist sârb, câștigător al Cupei Europene 1990–91
- Ognjen Petrović (n. 1948), fotbalist sârb
- Bojan Zajić (n. 1980), fotbalist sârb
- Predrag Pavlović (n. 1986), fotbalist sârb
- Milan Gajić (n. 1986), fotbalist sârb
- Nikola Milošević (n. 1993), fotbalist sârb
- Predrag Jovanović (n. 1950), muzician sârb
- Nebojša Bradić (n. 1956), director de teatru sârb și fost ministru al Culturii
- Goran Grbović (n. 1961), jucător de baschet sârb, medaliat cu bronz la EuroBasket 1987
- Dragan Milosavljević (n. 1989), jucător de baschet sârb, medaliat cu argint la EuroBasket 2017
- Ognjen Jaramaz (n. 1995), jucător de baschet sârb
- Aleksandar Mitrović (n. 1982), jucător de volei sârb
- Tijana Bogdanović (n. 1998), practicant sârb de taekwondo, campion european și medaliat cu argint la Jocurile Olimpice de vară 2016
- Sanja Vučić (n. 1993), cântăreața sârbă care a reprezentat Serbia în Eurovision Song Contest 2016
- Milica Todorović (n. 1990) cântăreață sârbă
- Alyson Swift (n. 1999) cântăreață sârbă și personalitate pe internet.

## Relații internaționale

### Orașe gemene - orașe surori
Kruševac este înfrățit cu: 
| - Pistoia, Italia (1966) - Trogir, Croația (1972) - Travnik, Bosnia și Herțegovina (1972) - Corfu, Grecia (1985) | - Szentendre, Ungaria (1990) - Kiryat Gat, Israel (1990) - Râmnicu Vâlcea, România (2003) |

Alte forme de cooperare și prietenie: 
| - Volgograd, Rusia (1999) - Stara Zagora, Bulgaria (2000) - Ryazan, Rusia (2000) - Žalec, Slovenia (2006) - Bijeljina, Bosnia și Herțegovina (2006) |